# Dissection d'une artère cervicale
Pour les articles homonymes, voir DAC.
 Mise en garde médicale
La dissection d'une artère cervicale (DAC) est une cause d’accident vasculaire cérébral fréquente chez le sujet jeune. On retrouve de façon inconstante des facteurs traumatiques chez les patients victimes de DAC, qu’ils soient porteurs ou non d’une anomalie sous-jacente de la paroi artérielle.
La meilleure connaissance de la présentation de la maladie et les progrès dans le domaine de l’imagerie médicale permettent d’optimiser le diagnostic. La prise en charge thérapeutique précoce des DAC semble en améliorer le pronostic à court et long terme.
Malgré tout il subsiste un nombre important de cas non ou tardivement diagnostiqués en raison du polymorphisme des présentations cliniques et de l’existence de formes paucisymptomatiques, voire asymptomatiques.

## Définition
La dissection spontanée d’une artère est un clivage de la tunique moyenne de l’artère s’étendant parfois sur toute sa circonférence. La cavité ainsi formée est infiltrée et distendue par du sang entré par un orifice de rupture. Les artères cervicales atteintes peuvent être les carotides ou bien les artères vertébrales. La symptomatologie clinique tient à la fois de la lésion locale de l’artère atteinte et d’éventuels retentissements hémodynamiques au niveau du système nerveux central.

## Épidémiologie
Les DAC surviennent essentiellement chez les sujets jeunes (20 % des accidents ischémiques du sujet de moins de 30 ans) avec un pic vers 40 à 45 ans, le sex-ratio est 1 environ. Leur incidence annuelle est estimée à 2 ou 3 pour 100 000 habitants. Il existe de nombreuses formes frustes, faisant des dissections des artères cervicales une pathologie probablement sous-diagnostiquée. Les dissections des artères carotides internes sont plus souvent impliquées que celles des artères vertébrales (3 à 4 pour 1), mais l’atteinte de plusieurs axes cervicaux est possible.

## Physiopathologie
Les DAC résultent du clivage de la paroi artérielle par un hématome. La communication entre l’hématome et la lumière de l’artère est inconstante. L’origine de l’hématome est discutée. Il est impossible de dire si la brèche intimale est la cause de la dissection ou sa conséquence, l’hématome se drainant vers la lumière artérielle.

## Facteurs de risque
Même si l’aspect anatomopathologique des DAC est comparable à celui des autres dissections artérielles, on ne retrouve pas pour autant les mêmes facteurs de risque : l’âge de survenue est précoce, il n’existe pas de lien direct avec les facteurs de risque vasculaires comme dans les dissections aortiques (hypertension artérielle, sujet de plus de 60 ans et masculin, etc.).
Certains facteurs de risque ont été isolés, leur imputabilité se limitant parfois à de simples hypothèses statistiques issues d’études épidémiologiques rétrospectives. Parmi ces facteurs potentiels on retient particulièrement :

### Les anomalies du tissu conjonctif
La fréquence des dissections est plus importante chez les porteurs de maladies du tissu conjonctif. On a également repéré des lésions vasculaires associées chez les patients victimes de dissections des artères cervico-encéphaliques : la dysplasie fibromusculaire, les anévrysmes intracrâniens, etc.
- Maladies génétiques du tissu conjonctif : Les maladies héréditaires du tissu conjonctif mises en cause le plus fréquemment sont : Le syndrome de Marfan, le syndrome d'Ehlers-Danlos de type IV, le pseudoxanthome élastique et l’ostéogenèse imparfaite. Ces pathologies ont en commun une altération de la matrice extracellulaire avec chacune un type de fibre atteint : fibrilline, collagène de type III, l’élastine et le collagène de type I.
La fragilisation de la paroi artérielle serait donc en cause pour expliquer la survenue de dissection. La présence de ces pathologies est retrouvée à l’interrogatoire dans les antécédents personnels ou familiaux du patient ou parfois a posteriori, lorsque la forme est de faible expression phénotypique.
La fréquence des maladies génétiques du tissu conjonctif chez les patients victimes de dissections cervicales est de moins de 4 % dans les séries de la littérature. Il existe probablement une sous-évaluation de ces affections étant donné qu’elles ne sont pas recherchées de façon systématique dans les DAC et du fait de l’existence de formes asymptomatiques.

- Déficit en alpha 1-antitrypsine : Le rôle physiopathologique de cette affection est évoqué. Le mécanisme serait une diminution de l’activité protéolytique dans le tissu conjonctif, en particulier au sein de la paroi artérielle.

- Hyperhomocystéinémie : Cette affection semble également être un facteur de risque de dissection, des artères carotides en particulier. Elle favoriserait l’atteinte de la paroi vasculaire par activation enzymatique.

### Les redondances artérielles
La perte de rectitude de la paroi artérielle de la carotide interne est significativement associée au risque de DAC. Dans les études menées pour mesurer l’incidence de ces anomalies sur la survenue de dissection de la paroi artérielle, entre la moitié et les deux tiers des patients ayant disséqué sont porteurs de telles anomalies alors qu’il existe moins d’un cinquième de porteurs chez les cas témoins.
Ces anomalies sont bilatérales dans près de deux tiers des cas chez les victimes de DAC, mais moins de 10 % chez les cas témoins. L’existence de telles boucles vasculaires est dans certains cas liée à une lésion sous-jacente du tissu conjonctif (déficit en élastine), l’athérosclérose ou la pathologie hypertensive n’étant que des facteurs majorants.

### Les anévrysmes intracrâniens
Ce type de lésions est également retrouvé dans des proportions plus importantes chez les patients ayant disséqué une artère cervicale que dans la population générale. En effet, environ 1 % de la population générale est porteur d’anévrysme intracrânien asymptomatique, contre plus de 5 % chez les victimes de DAC. La localisation préférentielle étant, dans ce cadre, le sinus caverneux et le segment intracrânien proximal de la carotide interne.
Le risque de DAC semble également majoré lorsqu’il existe dans la fratrie des porteurs d’anévrysmes artériels. Ces derniers sont plus fréquemment porteurs de redondances artérielles (environ 1 sur 4) ou bien d’atteinte de type dysplasie fibromusculaire. Cette plus grande fréquence de lésions vasculaires semble sous-tendue par des anomalies biochimiques (modification du collagène III, augmentation de l’élastase sérique, augmentation qualitative de l’activité de la collagénase sérique) parfois même en l’absence de facteurs génétiques.

### La dysplasie fibromusculaire
L’association de la dysplasie fibromusculaire diffuse aux dissections de l’artère rénale isolée est établie dans près de 9 cas sur 10. Elle paraît liée au risque de survenue de DAC dans une moindre mesure. Entre 15 et 20 % des patients porteurs de DAC montreraient une atteinte dysplasique des artères cervicales ou rénales à l’angiographie.
Ici encore, l’incidence de l’association entre ce type de lésion et les dissections est probablement sous-estimée compte tenu de l’existence de formes infraradiologiques ou de localisations non explorées. Il existe dans la dysplasie fibromusculaire des formes familiales et un lien avec le groupe HLA du patient (en particulier HLA-DRw6).

### Les anomalies cardiaques
On note une association significative entre probabilité de dissection et diamètre de l’aorte initiale. En échocardiographie on retrouve une augmentation du diamètre de l’aorte initiale chez les patients porteurs de DAC (plus de la moitié des cas versus 15 % des témoins sans dissection).
La dilatation aortique ne semble pas être la seule anomalie liée au risque de survenue de DAC. Le prolapsus mitral, les dystrophies valvulaires aortiques ou mitrales paraissent également liés à ce risque. On retrouve de telles anomalies chez les patients porteurs de maladies du tissu conjonctif.

### Les formes familiales
Les formes familiales de dissections cervicales sont assez rares pour qu’on puisse en tirer des informations quant à l’importance d’un facteur familial commun. Elles sont estimées à moins de 3 % des cas dans les séries. On n’a pas isolé d’anomalie sous-jacente chez ces groupes de patients bien qu’une dysplasie fibromusculaire familiale soit suspectée dans certaines études ou un syndrome d’Ehlers-Danlos dans d’autres.

### La migraine
La migraine est un facteur de risque de dissection cervical établi même si la  physiopathologie en reste inexpliquée. Il a été mis en évidence dans une étude cas-contrôle qu’une maladie migraineuse était présente chez 49,1 % des patients ayant disséqué une artère cervicale contre 21 % chez les porteurs des AVC non liés à une DAC.

### Les infections
Les DAC surviennent plus volontiers au cours ou au décours d’infections, en particulier des voies aériennes supérieures, avec des récidives dans le même contexte infectieux quelques années après le premier épisode de dissection. Une étude prospective a montré une association DAC-infection dans 31,9 % des cas contre 13,5 % dans le groupe témoin. On incrimine dans ce contexte : les efforts de toux, la possible atteinte de la paroi vasculaire par les agents infectieux ou des facteurs humoraux ou encore une infiltration inflammatoire par contiguïté.

### Les manipulations cervicales
Il semble par ailleurs exister un risque sous-évalué et non négligeable d’accidents vasculaires cerebraux graves ayant pour origine une DAC en lien avec des manipulations cervicales. Celles ci étant essentiellement pratiquées par des thérapeutes manuels (Osteopathes, Chiropracteurs, Etiopathes). Le rapport de l’Inserm 2011 sur l’évaluation de l’osteopathie y faisant reference. Par ailleurs, il n’existe à l’heure actuelle, aucun test ni aucune imagerie permettant de minimiser le risque de DAC lié aux manipulations, rendant la balance benefice-risque d’une telle pratique largement défavorable.

### Autres
L’intervention de l’hypertension artérielle (HTA) comme facteur de survenue de DAC est établie. Le surpoids ou une dyslipidémie semblent, au contraire, moins fréquents que dans la population générale.
Il existe de plus en plus de preuves que la dissection de l'artère carotide interne peut également être associée au processus styloïde.

## Diagnostic
Le diagnostic de la dissection d'une artère cervicale s'effectue par une angio-IRM des troncs supra-aortiques, ou une angio-TDM des troncs supra-aortiques, ou un échodoppler des troncs supra-aortiques, qui mettent en évidence une sténose d'une artère cervicale, avec un hématome de paroi.

## Traitement
Le traitement repose sur la prescription d'anti-coagulants (AVK) ou d'aspirine pendant 3 à 6 mois, le temps de la cicatrisation de l'artère.